# Championnat du Kirghizistan de football 2005
Navigation
Saison précédente Saison suivante
La saison 2005 du Championnat du Kirghizistan de football est la quatorzième édition de la première division au Kirghizistan. Dix formations sont regroupées au sein d'une poule unique où elles s'affrontent à quatre reprises, deux à domicile et deux à l'extérieur.
C'est le Dordoi-Dinamo Naryn, tenant du titre, qui remporte à nouveau la compétition cette saison après avoir battu le SKA-Shoro Bichkek lors d'un match décisif, les deux clubs ayant terminé à égalité de points en tête du classement final. C'est le deuxième titre de champion du Kirghizistan de l'histoire du club, qui réussit un nouveau doublé en s'imposant face au Zhashtyk en finale de la Coupe du Kirghizistan.
Le vainqueur du championnat se qualifie pour la Coupe du président de l'AFC, compétition mise en place par l'AFC pour les nations dites émergentes, dont fait partie le Kirghizistan.

## Les clubs participants
- SKA-ShorO Bichkek
- Dordoi-Dinamo Naryn
- FC RUOR-Guardia Bichkek
- Zhashtyk Ak Altyn Kara-Suu
- Abdish-Ata Kant
- Jayil Baatyr Kara-Balta
- Alay Och
- Kirghizistan U21
- Shumkar-M Kara-Suu - Promu de D2
- Al Fagir Aravan - Promu de D2

## Compétition
Le barème de points servant à établir le classement se décompose ainsi :
- Victoire : 3 points
- Match nul : 1 point
- Défaite : 0 point

### Classement
| Rang | Équipe                          | Pts | J  | G  | N | P  | Bp | Bc | Diff |
| ---- | ------------------------------- | --- | -- | -- | - | -- | -- | -- | ---- |
| 1    | Dordoi-Dinamo Naryn'T'C         | 60  | 24 | 19 | 3 | 2  | 67 | 12 | +55  |
| 2    | SKA-Shoro Bichkek               | 60  | 24 | 19 | 3 | 2  | 55 | 12 | +43  |
| 3    | Zhashtyk Ak Altyn Kara-Suu      | 38  | 24 | 12 | 2 | 10 | 47 | 39 | +8   |
| 4    | Abdish-Ata Kant                 | 31  | 24 | 9  | 4 | 11 | 40 | 49 | -9   |
| 5    | FC Alay Och                     | 25  | 24 | 7  | 4 | 13 | 37 | 56 | -19  |
| 6    | FC RUOR-Guardia Bichkek         | 16  | 14 | 5  | 1 | 8  | 18 | 37 | -19  |
| 7    | Kirghizistan U21                | 15  | 24 | 4  | 3 | 17 | 28 | 53 | -25  |
| 8    | Al Fagir AravanP                | 3   | 14 | 1  | 0 | 13 | 4  | 38 | -34  |
|      | Shumkar-M Kara-SuuP forfait     |     |    |    |   |    |    |    |      |
|      | Jayil Baatyr Kara-Balta forfait |     |    |    |   |    |    |    |      |

|  | Qualification pour le match pour le titre                                     |
|  | Abandon en cours de saison                                                    |
|  | T : Tenant du titre C : Vainqueur de la Coupe du Kirghizistan P : Promu de D2 |

- Al Fagir Aravan abandonne la compétition après la 4e journée. Le FC RUOR-Guardia Bichkek déclare forfait à l'issue de la 13e journée. Les deux clubs voient leurs matchs restants de la phase aller perdus sur le score de 0-3.

### Match pour le titre
| 4 novembre 2005 | Dordoi-Dinamo Naryn | 1 - 1 | SKA-Shoro Bichkek | Spartak Stadium, Bichkek                         |                                                  |
|                 | Sidikov 71e         |       | 7e Jumakeyev      | Spectateurs : 5 000 Arbitrage : Qayrat Slambekov | Spectateurs : 5 000 Arbitrage : Qayrat Slambekov |
|                 | Tirs au but 4-2     |       |                   | Spectateurs : 5 000 Arbitrage : Qayrat Slambekov | Spectateurs : 5 000 Arbitrage : Qayrat Slambekov |

## Bilan de la saison
| Championnat du Kirghizistan de football 2005 |                                |
| Champion                                     | Dordoi-Dinamo Naryn (2e titre) |
| Coupes et trophées                           |                                |
| Vainqueur de la Coupe du Kirghizistan 2005   | Dordoi-Dinamo Naryn            |
| Qualifications continentales                 |                                |
| Coupe du président de l'AFC 2006             | Dordoi-Dinamo Naryn            |
| Promotions et relégations                    |                                |
| Promus en Vysshaya Liga                      | Muras-Sport Bichkek            |
| Promus en Vysshaya Liga                      | Sher-Ak-Dan Bichkek            |
| Promus en Vysshaya Liga                      | Ak-Bura Och                    |
| Promus en Vysshaya Liga                      | Dinamo Aravan                  |
| Promus en Vysshaya Liga                      | Dostuk Ozgen                   |
| Promus en Vysshaya Liga                      | FC Shakhtyor Kyzyl-Kiya        |
| Relégués en Deuxième division                | FC RUOR-Guardia Bichkek        |
| Relégués en Deuxième division                | Al Fagir Aravan                |
| Relégués en Deuxième division                | Shumkar-M Kara-Suu             |
| Relégués en Deuxième division                | Jayil Baatyr Kara-Balta        |